# 田中贵金属工业株式会社
田中贵金属集团成立于1885年，是一家日本贵金属材料制造商，主要专注于电子、半导体和汽车行业的产品。田中的欧洲子公司是位于德国法兰克福的田中贵金属国际（欧洲）有限公司，其美国子公司是位于美国芝加哥的田中贵金属国际（美国）有限公司。

## 历史
田中贵金属最初是一家货币兑换公司，后来因将制造业与铂金材料连接起来而闻名。田中从事铂金属回收，是日本第一家铂细丝制造商。大正时代和昭和初期，日本工业普遍现代化，田中工业贵金属产品的研究和制造得到发展。
在“国富论”的政策下，昭和初期深受日本军事的影响。第二次世界大战期间，该公司受陆军管理。由于不允许与其他工业化国家进行贸易，田中贵金属被迫提高国内依赖性并开发各种用于国内消费的技术。
后来，为日本战后经济复苏做出贡献的产品占据了该行业的很大份额，例如用于发电的电触点、用于合成纤维工业的喷嘴以及用于家用电器和收音机的贵金属材料。
1965年以后，日本经济急于建立以电气、通信、石化和电子工业为中心的基础。在此期间，公司奠定了现代田中贵金属集团的基础。这一时期的经济高速增长带来了收入的增加、消费品的广泛供应以及生活水平的提高，这些都是现代日本富裕社会的标志性品质。 1981 年的第二次黄金热潮导致个人投资者数量增加，为公司的零售店带来了蓬勃发展的业务。

## 产品
田中贵金属主要使用贵金属来制造工业应用的材料和半成品。